# Henri-Georges Clouzot
Henri-Georges Clouzot (Niort, 1907. november 20. – Párizs, 1977. január 12.) francia filmrendező, forgatókönyvíró, filmproducer, Louis Delluc-díjas (1954).

## Életpályája
Szülei: Georges Clouzot és Suzanne Clouzot voltak. Matematikát, jogot tanult; beiratkozott a bresti tengerészeti iskolába; közgazdaságtant hallgatott, majd Párizsban R. Dorin énekes titkára lett. 1927–1930 között újságíró volt a Paris Midi munkatársaként. 1929-ben Anatole Litvak és Ewald André Dupont segédrendezőjeként közvetlen kapcsolatba került a filmmel. Az 1930-as évek elején Berlinben dolgozott, mint többverziós filmek francia rendezője. 1932–1933 között az Osso Film (Berlin) forgatókönyvírója volt. 1934-ben nagy sikerű operettszövegkönyvet alkotott Maurice Yvain részére. Megbetegedett, és 1934–1938 között egy svájci szanatóriumban élt. 1942-ben mutatkozott be mint önálló filmrendező. Az 1950-es évek elején Brazíliában forgatott egy dokumentumfilmet, de nem fejezte be (1950–1951). Az 1960-as évek elején Pokol címmel tervezett drámai művet, de a forgatást betegsége miatt nem fejezte be.

## Munkássága
Dolgozott a híres Grand Guignol Színház részére is. Néhány kivételtől eltekintve a bűnügyi témák foglalkoztatták. Stílusában erősen naturalista volt. Erőssége az érzékletes atmoszférateremtés volt (A félelem bére; 1953). Költői munkája a Manon (1949) átültetése modern környezetbe. Emlékezeteset alkotott a dokumentum műfajban is. A Picasso rejtélye (1956) az alkotás műhelytitkainak megszólaltatása, maga a festő is szerepel benne. Az Igazságban (1960) egy törvényszéki tárgyalás keretében igyekezett a mai (1971) társadalom égető kérdéseire – erősen egzisztencialista – választ adni. Fölényes mesterségbeli tudással rendelkezett, de a siker érdekében a hatásvadász megoldásoktól sem riadt vissza. Herbert von Karajan közreműködésével dokumentumfilmet készített (A vezénylés művészete; 1966), amelyet Magyarországon is sugároztak.

## Magánélete
1950–1960 között Véra Gibson-Amado (Vera Clouzot) (1913–1960) francia színésznő és forgatókönyvíró volt a felesége. 1963–1977 között Inès de Gonzalez (1925–2011) volt a párja.

## Filmjei

### Forgatókönyvíróként
- Éjszakai razzia (Un soir de rafle) (1931)
- Mindent a szerelemért (Tout pour l'amour) (1933; Joe May-val) (filmrendező is)
- Álomkastély (Château de rêve) (1934; Bolváry Gézával)
- Lázadás (Le révolté) (1938)
- Reng a világ (Le monde tremblera) (1939)
- Az utolsó a hatból (Le dernier des six) (1941)
- Éjféli vendég (1942; Georges Simenon nyomán)
- A gyilkos a 21-ben lakik (L'assassin habite... au 21) (1942) (filmrendező is)
- A holló (1943) (filmrendező is)
- Bűnös vagy áldozat? (1947) (filmrendező is)
- Manon (1949) (filmrendező is)
- Miquette és a mama (1950) (filmrendező is)
- A félelem bére (1953) (filmrendező és filmproducer is)
- Ördöngösök (1955) (filmrendező és filmproducer is)
- Ha a világon mindenki ilyen volna (1956; Jacques Rémy-vel és Christian-Jaque-val)
- Kémek (Les espions) (1957) (filmrendező és filmproducer is)
- Igazság (1960) (filmrendező is)
- Pokol (1964)[4]
- A rabnő (La prisonnière) (1968) (filmrendező is)
- Az ördög háromszöge (1996)

### Filmrendezőként
- Vissza az életbe (Retour à la vie) (1949)
- Brazília (Le voyage en Brésil) (1950–1951)[5]
- Picasso rejtélye (1956) (filmproducer is)
- A vezénylés művészete (Die Kunst des Dirigierens) (1966)

## Díjai
- Arany Oroszlán díj (1949) Manon
- Arany Pálma-díj (1953) A félelem bére
- Arany Medve-díj (1953) A félelem bére
- Louis Delluc-díj (1954) Ördöngösök
- Kék Szalag-díj (1955) A félelem bére
- BAFTA-díj a legjobb filmnek (1955) A félelem bére
- Zsűri díja (cannes-i fesztivál) (1956) Picasso rejtélye
- Edgar Allan Poe-díj (1956) Ördöngösök